# Orthocyclops modestus
Orthocyclops modestus är en kräftdjursart som först beskrevs av Herrick 1883.  Orthocyclops modestus ingår i släktet Orthocyclops och familjen Cyclopidae. Inga underarter finns listade i Catalogue of Life.